# Praděd
Praděd (en checo, Altvater en alemán, Bisabuelo en español) (1491 m) es el pico más alto de Silesia (situado en la frontera entre ambas), y quinto de la República Checa. En su cima se levanta una torre de 162 m de altura, con un restaurante y una antena repetidora de televisión, que constituye el punto artificial más elevado de la república y puede contemplarse a decenas de kilómetros a la redonda.
El Praděd es sobre todo una popular estación de esquí. Se halla cubierto de nieve desde octubre o noviembre hasta bien entrada la primavera. El resto del año es accesible a pie por un camino asfaltado, cortado al tráfico, ya que se encuentra dentro del Área Paisajística Protegida de los Montes Jeseniky. También se puede acceder por distintos caminos rurales, balizados para senderismo.

## Historia de la torre

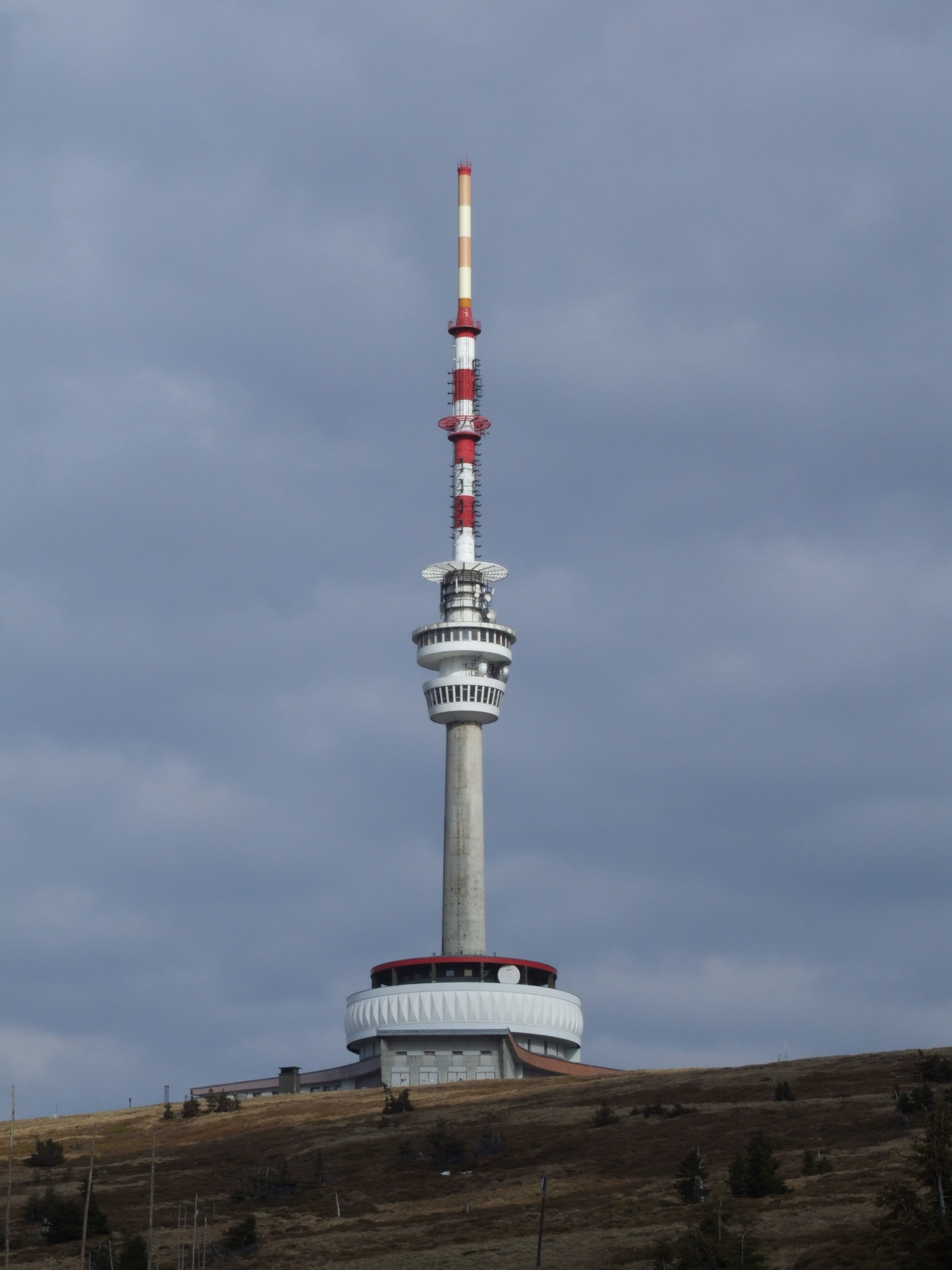
Torre del Praděd.

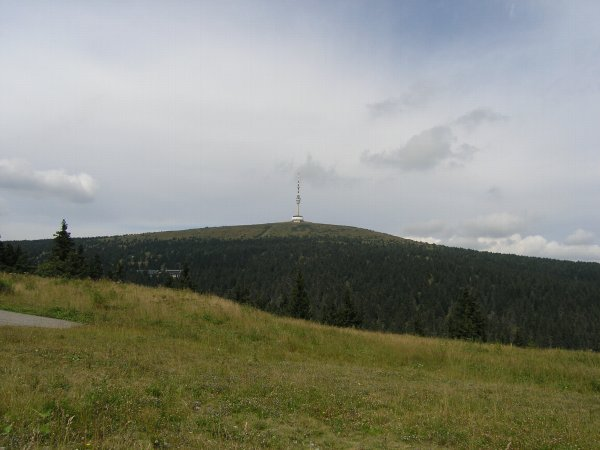
Cumbre del Praděd

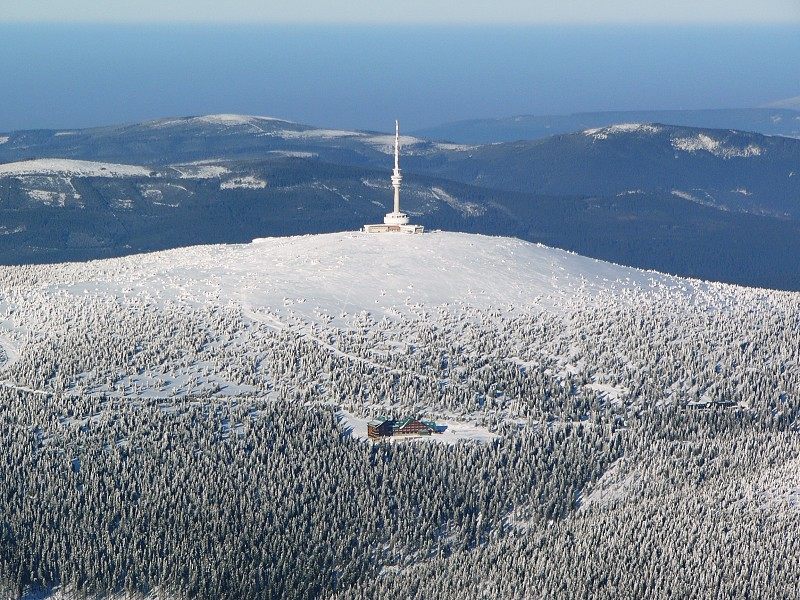
Vista aérea

Anteriormente había una torre de piedra, de 32,5 m, construida como mirador, entre 1903 y 1912, por una asociación excursionista local. La obra había sido realizada en el espíritu romántico de la época, intentando imitar un castillo gótico. Pero, tras la 2.ª Guerra Mundial, quedó abandonada y acabó desmoronándose (1959). Sin embargo, con el desarrollo de la televisión, se decidió erigir (de 1969 a 1983) una nueva torre mucho más alta, que serviría de base a una gran antena repetidora. Desde el restaurante de la torre se pueden llegar a divisar, con cielo despejado, los Alpes austriacos.